# 글루텐

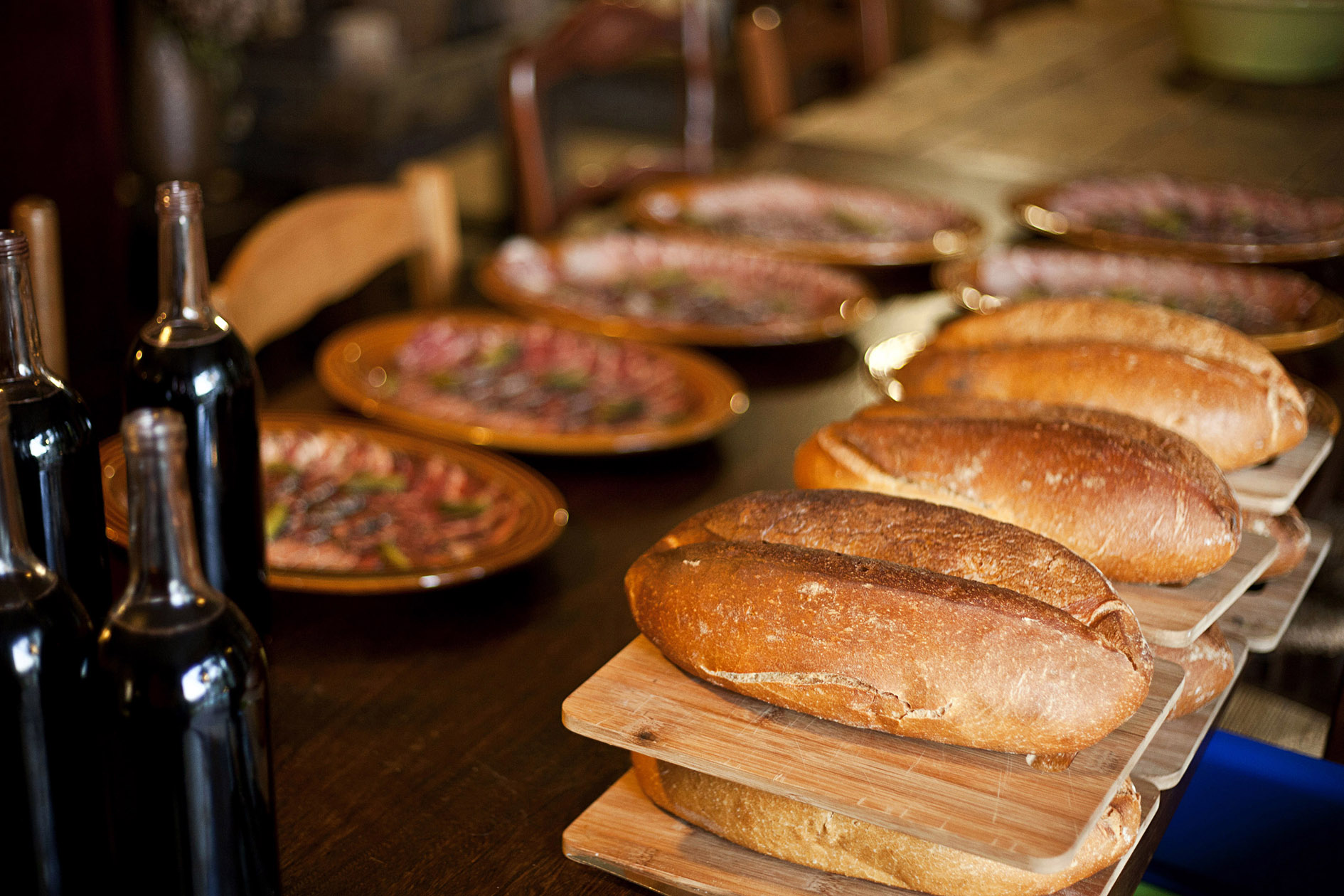
흰 밀로 만든 빵은 글루텐이 포함되어 있다

글루텐(gluten)은 밀, 보리, 귀리 등에 들어 있는 글루테닌(glutenin)과 글리아딘(gliadin)이 결합하여 만들어지는 성분으로, 물에 용해되지 않는 성질을 갖는 불용성 단백질의 일종이다.
밀가루 가공 조리하는 데 기본이 되는 성분으로 반죽을 쫄깃하게 하고, 빵을 만들 때 부풀어 오르게 하는 등의 역할을 하며, 빵의 골격을 이루는 단백질이다. 체질에 따라 소화장애를 일으킬 수 있어 근래에는 글루텐프리(Gluten Free) 제품이 등장하고 있다. 글루텐 함유량에 따라 밀가루를 강력분, 중력분, 박력분 등으로 구분한다.

## 생성 원리 및 기능
밀의 경우 밀가루에 물을 가하여 반죽 하면 물리적인 운동에 의해 글루테닌과 글리아딘이 서로 결합하면서 탄력성 있는 얇은 피막을 형성하게 되는데 이것이 글루텐이다. 글루텐의 피막은 이스트나 베이킹파우더에 의해 생성되는 이산화탄소를 포집하여 빵이나 케이크 등을 부풀게 하고, 쫄깃한 면과 빵을 만들 수 있게 한다. 밀을 분쇄하여 밀가루로 제분하는 이유는 글루텐이 밀가루 특유의 쫄깃하고 찰진 식감을 만들어주기 때문이다. 밀가루의 단백질 함량에 따라 밀가루를 박력분, 중력분, 강력분으로 구분한다. 밀로 만든 빵의 전체 단백질 중에 75~85%를 차지한다.

## 포함 식품
글루텐은 밀 뿐 아니라 보리, 귀리 등 곡류 및 다양한 식품에 함유된 단백질이다. 밀이 대표적인 이유는 소비량이 가장 많기 때문이다. 파스타 면과 케이크, 빵, 쿠키 같은 밀가루 음식뿐 아니라 소스, 시리얼, 젤리, 시럽, 고추장, 간장 등의 식품에 유화제나 농후제 등의 목적으로 곡류가 자주 사용되므로 이런 식품들에도 글루텐이 포함되어 있을 수 있다.